# Radoševići (Republika Serbska)
Radoševići (cyr. Радошевићи) – wieś w Bośni i Hercegowinie, w Republice Serbskiej, w gminie Srebrenica. W 2013 roku liczyła 26 mieszkańców.